# Campeones Provinciales y Nacionales de ACOFA 1980- 1982

## Historia
A inicios de la década de 1920 se dio a conocer el fútbol amateur en los cantones de Costa Rica. Y se desarrollan varios proyectos de suma importancia: La Liga Nacional de Tercera División, los Torneos Interdistritales o de Barrios; el de la Liga Cantonal e Intercantonal; las terceras divisiones independientes.
Para el Campeonato de Segunda División de Ascenso en Costa Rica 1958, es que los clubes de fútbol nacionales inician una nueva era en sus participaciones, ya que el nivel competitivo es más fuerte.
En 1962 se crea la Liga Nacional de Filiales Regionales (Campeonato Nacional de Cantones de Costa Rica). Pero es hasta finales del campeonato de Liga Nacional en 1968, que se funda CONAFA (Comité Nacional de Fútbol Aficionado), y que en conjunto con los comités locales de fútbol, organizan el campeonato nacional de tercera división (2.ª. División de Ascenso) en su fase octagonal y cuadrangular final.
Los campeonatos de tercera división en el caso de CONAFA tienen un importante antecedente en los campeonatos de la Amistad y de los Pueblos. Por tanto, esta liga era de carácter oficial y estaba dirigida a los clubes campeones distritales y cantonales; no obstante, se jugaba una serie clasificatoria para ostentar el título nacional; y de ahí salía el próximo inquilino de la segunda división.
En 1977 la (FEDEFUTBOL) también organizaba las famosas liguillas de promoción, (ascenso y no descenso) que muchas veces eran solicitadas por algunos clubes de la tercera a la Federación Costarricense de Fútbol Aficionado; buscando la opción de llenar algunos cupos en la liga superior. Pero en abril del 79, COFA el cual era Comité Organizador del Fútbol Aficionado se separa de la federación.
En 1980 se funda otro ente balompédico denominado Comisión Organizadora de Fútbol Aficionado (COFA) y que era respaldado por la Dirección General de Deportes, el cual secundaba a CONAFA y que siguió siendo un comité accesorio de FEDEFUTBOL (fútbol no rentado).
El jueves 9 de octubre del mismo año COFA se convierte en asociación y contó con 16 representantes a nivel regional, entre ellos estaban Hernán Redondo, Herman Solano, Jorge Meneses, José Calderón, Rafael Moya, Oscar Luis Vega y Manuel Riotte. Fungía como fiscal general Rodrigo Cháves.
Para 1981 CONAFA organiza el campeonato de Tercera División (2.ª. División de Ascenso) por la Segunda División de Costa Rica, siendo el encargado del Comité de Competición el Lic. Carlos Luis Redondo. Entre tanto COFA renombrado ACOFA (Asociación Costarricense de Fútbol Aficionado) dirigía el campeonato de Tercera (2.ª. División B) y Segunda División Aficionado. Sin menospreciar los torneos infantiles y juveniles (Cuarta División).
Los 7 representantes regionales de ACOFA fueron: José María Calderón, Hernán Redondo, José Joaquín Navarro, Hernán Solórzano, Jorge Meneses, Rafael Moya y Rigoberto Ugalde.

## Campeones de Segunda División "B" de Ascenso Aficionado 1980-81. Por la 2.ª. División de ACOFA 1981
| Torneo Regional y Nacional | Temporada | Región 1 (Limón)         | Región 2 (Guápiles)    | Región 3 (Cartago)         | Región 4 (Cartago)                  | Región 5 (San José)         | Región 6 (San José)         | Región 7 (San José)      | Región 8 (San José)            | Región 9 (Heredia)                | Región 10 (Alajuela)                | Región 11 (Alajuela Zona Norte)      | Región 12 (Guanacaste)   | Región 13 (Guanacaste) | Región 14 (Puntarenas)       | Región 15 (Puntarenas) | Región 16 (Zona Sur)                   | Liga                                                 | Monarca Nacional de Fútbol Aficionado (3.ª. División, C.R) | Subcampeón Nacional de Fútbol Aficionado (3.ª. División, C.R) | Tercer Lugar Nacional de Fútbol Aficionado (3.ª. División, C.R) | Cuarto Lugar Nacional de Fútbol Aficionado (3.ª. División, C.R) |
| -------------------------- | --------- | ------------------------ | ---------------------- | -------------------------- | ----------------------------------- | --------------------------- | --------------------------- | ------------------------ | ------------------------------ | --------------------------------- | ----------------------------------- | ------------------------------------ | ------------------------ | ---------------------- | ---------------------------- | ---------------------- | -------------------------------------- | ---------------------------------------------------- | ---------------------------------------------------------- | ------------------------------------------------------------- | --------------------------------------------------------------- | --------------------------------------------------------------- |
| 1                          | 1980-81   | A.D. Alianza de Río Frío | Santos de Guápiles F.C | Independiente de Turrialba | A.D. Arlequín de Paraíso en Cartago | A.D. Cruz Azul de Guadalupe | A.D. Municipal Buenos Aires | A.D. Muñóz de Alajuelita | A.D. Salitral de Santa Ana F.C | A.D. Fraternidad de Santa Bárbara | A.D. Cooperativa Victoria de Grecia | A.D. Barrio San Martín de San Carlos | Barcelona de Bagaces F.C | San Lázaro de Nicoya   | Atlético Corrales de Esparza | U.D. Aguirre (Quepeña) | Deportivo Estrella Roja de Golfito F.C | Final (Comité Organizador de Fútbol Aficionado COFA) | A.D. Fraternidad de Santa Bárbara                          | Deportivo Estrella Roja de Golfito F.C                        | A.D. Alianza de Río Frío                                        | A.D. Arlequín de Paraíso                                        |

## Campeones de Segunda División "B" de Ascenso Aficionado 1981. Por la 2.ª. División de ACOFA 1982
| Torneo Regional y Nacional | Temporada | Región 1 (Limón)          | Región 2 (Guápiles)    | Región 3 (Cartago)   | Región 4 (Cartago)                  | Región 5 (San José)          | Región 6 (San José)                     | Región 7 (San José)                   | Región 8 (San José)  | Región 9 (Heredia)     | Región 10 (Alajuela) | Región 11 (Alajuela Zona Norte)       | Región 12 (Guanacaste)   | Región 13 (Guanacaste) | Región 14 (Puntarenas)       | Región 15 (Puntarenas) | Región 16 (Zona Sur) | Liga                                                                     | Monarca Nacional de Fútbol Aficionado (3.ª. División Aficionada, C.R) | Subcampeón Nacional de Fútbol Aficionado (3.ª. División Aficionada, C.R) | Tercer Lugar Nacional de Fútbol Aficionado (3.ª. División Aficionada, C.R) | Cuarto Lugar Nacional de Fútbol Aficionado (3.ª. División Aficionada, C.R) |  |
| -------------------------- | --------- | ------------------------- | ---------------------- | -------------------- | ----------------------------------- | ---------------------------- | --------------------------------------- | ------------------------------------- | -------------------- | ---------------------- | -------------------- | ------------------------------------- | ------------------------ | ---------------------- | ---------------------------- | ---------------------- | -------------------- | ------------------------------------------------------------------------ | --------------------------------------------------------------------- | ------------------------------------------------------------------------ | -------------------------------------------------------------------------- | -------------------------------------------------------------------------- |  |
| 1                          | 1981      | Deportivo Macolo de Limón | Deportivo Jardín Loría | Deportivo Lalos Boys | A.D. Tecnológico de Cartago (T.E.C) | A.D. San Antonio de Coronado | Club Atlético San Luis de Pérez Zeledón | Deportivo Cariari de Plaza Viquez F.C | A.D. Cosmos de Pavas | C.D. Diablos Rojos F.C | A.D. Carrizal        | Deportivo Muelle Grande de San Carlos | A.D. Delicias de Liberia | Cananga de Nicoya      | A.D. Monserrat de Puntarenas | A.D. Cerros de Quepos  | A.D. Mi Casa 89      | Cuadrangular Final (Asociación Costarricense de Fútbol Aficionado ACOFA) | A.D. Tecnológico de Cartago (T.E.C)                                   | Deportivo Cariari de Plaza Viquez F.C                                    | A.C.D. Diablos Rojos F.C                                                   | Deportivo Muelle Grande de San Carlos                                      |  |

## Campeones de Segunda División "B" de Ascenso Aficionado 1982. Por la 2.ª. División B de ANAFA 1983
| Torneo Regional y Nacional | Temporada | Región 1 (Limón)                 | Región 2 (Guápiles)    | Región 3 (Cartago)               | Región 4 (Cartago)           | Región 5 (San José)           | Región 6 (San José)        | Región 7 (San José) | Región 8 (San José) | Región 9 (Heredia)              | Región 10 (Alajuela) | Región 11 (Alajuela Zona Norte) | Región 12 (Guanacaste)   | Región 13 (Guanacaste)    | Región 14 (Puntarenas)    | Región 15 (Puntarenas)                 | Región 16 (Zona Sur) | Liga                                                                     | Monarca Nacional de Fútbol Aficionado (3.ª. División Aficionada, C.R) | Subcampeón Nacional de Fútbol Aficionado (3.ª. División Aficionada, C.R) | Tercer Lugar Nacional de Fútbol Aficionado (3.ª. División Aficionada, C.R) | Cuarto Lugar Nacional de Fútbol Aficionado (3.ª. División Aficionada, C.R) |  |
| -------------------------- | --------- | -------------------------------- | ---------------------- | -------------------------------- | ---------------------------- | ----------------------------- | -------------------------- | ------------------- | ------------------- | ------------------------------- | -------------------- | ------------------------------- | ------------------------ | ------------------------- | ------------------------- | -------------------------------------- | -------------------- | ------------------------------------------------------------------------ | --------------------------------------------------------------------- | ------------------------------------------------------------------------ | -------------------------------------------------------------------------- | -------------------------------------------------------------------------- |  |
| 1                          | 1982      | A.D. Cooperativa Bataán de Limón | A.D. Municipal Guácimo | C. Deportivo Cosmos de Siquirres | C. Deportivo Asís de Cartago | A.D. San Gerardo de Guadalupe | Selección de Pérez Zeledón | Fidel Tristan F.C   | A.D. Hatillo 1      | Municipal Rebeldes de Barva C.F | A.D. Villa Bonita    | Ferry de San Carlos             | A.D. Talismán de Liberia | Carrillos Altos de Nicoya | A.D. Cobano de Puntarenas | A.D. Cooperativa el Silencio de Quepos | Selección de Osa     | Cuadrangular Final (Asociación Costarricense de Fútbol Aficionado ACOFA) | A.D. San Gerardo de Guadalupe                                         | A.D. Cooperativa el Silencio de Quepos                                   | A.D. Cobano de Puntarenas                                                  | C. Deportivo Asís de Cartago                                               |  |